# John Hope, 1:e markis av Linlithgow

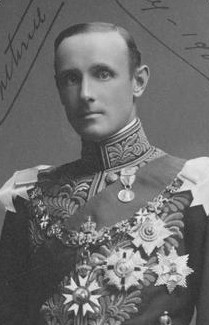
Lord Hopetoun.

John Adrian Louis Hope, 1:e markis av Linlithgow, tidigare känd som Lord Hopetoun; född den 27 september 1860, avliden den 29 februari 1908; var en brittisk ämbetsman från Skottland som var Australiens förste generalguvernör från den 1 januari 1901 till den 9 januari 1903. Han hade innan dess varit den brittiska kolonin Victorias guvernör från 1889 till 1895.
Han var earl av Hopetoun innan han 1902 av kung Edvard VII upphöjdes till markis av Linlithgow. Mellan 1898 och 1900 var han Lord Chamberlain, en av de högre funktionärerna vid det brittiska hovet.
Han lämnade posten som Australiens generalguvernör och den australiska kontinenten i juli 1902, efter missnöje från lokalbefolkningen, även om han formellt kvarstod som generalguvernör fram till januari följande år.
Hans son Victor Hope, 2:e markis av Linlithgow var Indiens generalguvernör 1926-1943, en post som fadern hade eftertraktat under sin levnadstid.